# Serrat de la Feriola
El Serrat de la Feriola és una serra situada entre els municipis d'Artesa de Segre i de Vilanova de Meià a la comarca de la Noguera, amb una elevació màxima de 1.250 metres.